# Zonage aux États-Unis

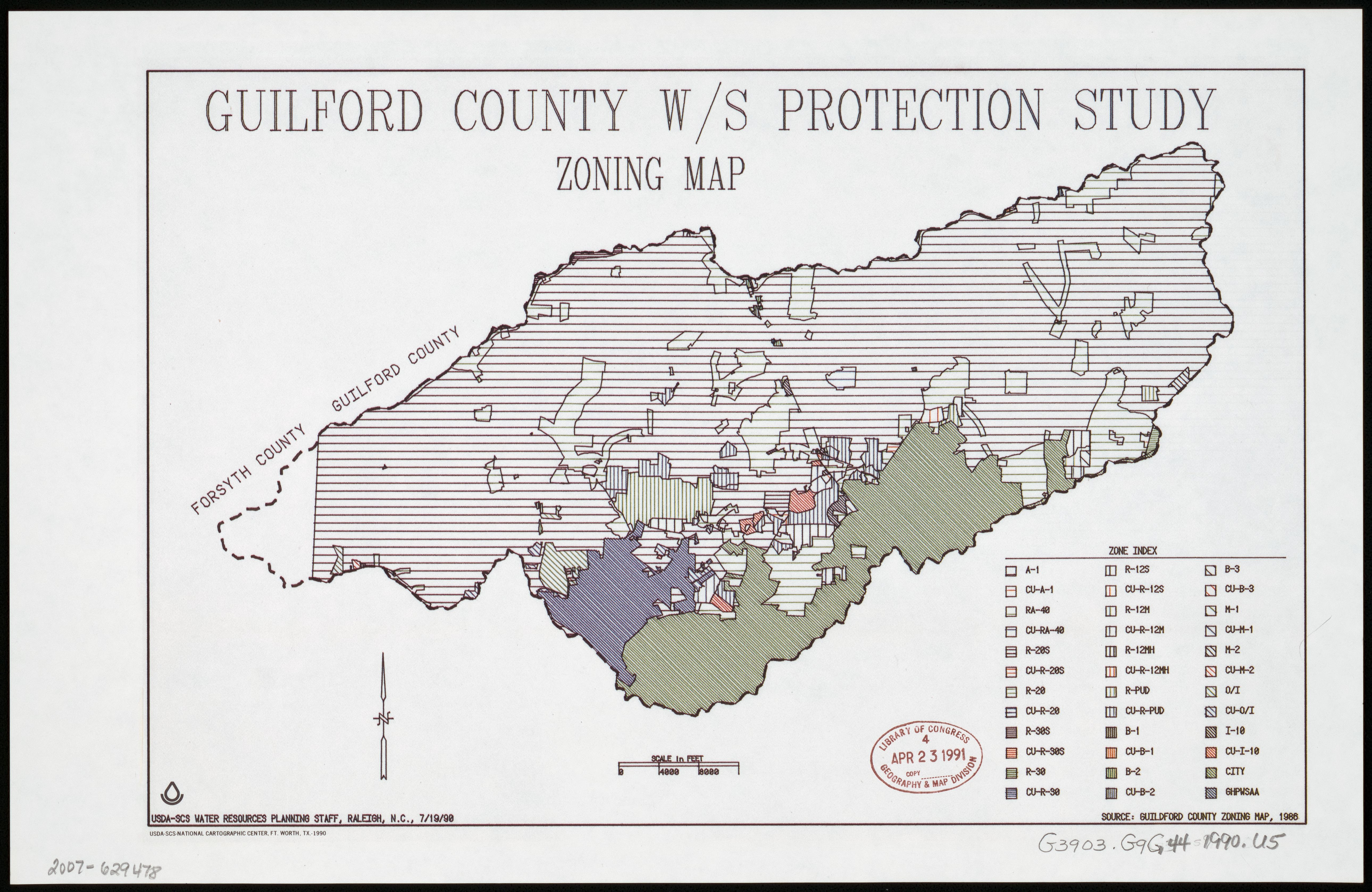
Le zonage du comté de Guilford approuvé le 19 juillet 1990 et dans lequel toute la partie septentrionale est couvert par une zone où seule une maison individuelle peut être construite.

Le zonage est une règle d'urbanisme prévalant dans l'immense majorité des municipalités des États-Unis, où il est parfois nommé zonage euclidien, du nom de la ville d'Euclid. Seules quelques communes n'en ont pas défini, la plus connue étant Houston ; toutefois, des codes d'ordonnances s'y substituent et régissent l'usage des sols.
Le zonage fonctionnel s'est imposé aux États-Unis au début du XXe siècle. Le but affiché de cette régulation est alors de séparer les fonctions urbaines de manière que les unes ne puissent constituer une gêne pour les autres, en particulier d'empêcher les activités considérées comme nuisibles d'affecter les habitations. Toutefois, dans un contexte de ségrégation sociale et raciale très importante, le zonage porte également des objectifs non-dits d'homogénéisation et de non-mixité.
Sur le plan urbain, la mise en place de ces règles d'urbanisme est concomitante à la généralisation de l'automobile dans la société américaine. Cela se traduit par la prédominance, dans tous les espaces urbains, du zonage exclusivement réservé à la construction de maisons individuelles, et à la formation d'immenses banlieues dépendant de l'automobile.
En parallèle, cela conduit également à une binarisation de l'urbanisme. En effet, afin de rentabiliser les zones où le zonage est moins restrictif, les entrepreneurs y construisent de hautes tours de logement. Entre ces deux extrêmes est créé un manque très notable, désigné en Amérique du Nord sous le nom de missing middle housing.

## Histoire
Dès la fin du XVIIe siècle, les Américains mettent peu à peu en place des jurisprudences interdisant la proximité des activités produisant le plus de nuisances avec les logements et les structures accueillant du public ; cette pratique s'accroît à la fin du XIXe siècle et est validée juridiquement par les plus hautes autorités législatives du pays. Pour autant, cela n'empêche pas des échecs ; ainsi, le plan d'urbanisme de Chicago dressé en 1922 permet l'encerclement d'une école par des activités industrielles polluantes.
En 1904, Los Angeles est la première ville à se doter d'un plan de zonage, notamment en vue de séparer les populations de coolies chinois des autres habitants de la ville, simplement en interdisant les laveries et blanchisseries dans les quartiers résidentiels. New York suit douze ans plus tard avec le zonage de 1916 (en).
En 1925, cinq cents municipalités ont mis en place un zonage d'urbanisme ; en 1930, mille cent plans de zonage ont été votés. Ce zonage fonctionnel est défini par des règles d'urbanisme touchant notamment à l'usage du sol, à la densité des constructions et à des règles de hauteur et de recul. Il est nommé comprehensive zoning. Après la bataille juridique Euclid v. Ambler (en) en 1926, il est plus généralement appelé « zonage euclidien » (« euclidian zoning ») du nom de la ville d'Euclid en banlieue de Cleveland.
La plupart des municipalités américaines sont couvertes par un plan de zonage, généralement dressé à l'échelle de toute l'agglomération. Les exceptions sont rares, la plus connue étant l'agglomération de Houston. Dans celle-ci toutefois, des codes d'ordonnances permettent de définir précisément l'usage des sols dans la zone urbaine.

## Règlement
La plupart des plans de zonage sont divisés entre quatre familles de zones, de la plus restrictive à la plus permissive : les zones d'habitations en maisons individuelles — « single-family homes » —, les zones d'immeubles de logements — « multi-family housing » —, les zones commerciales et les zones industrielles. Ces zones ne correspondent pas à une définition précise de l'usage, mais à une restriction de l'usage. Dans une zone industrielle, il est autorisé de construire les constructions des trois autres zones. Mais dans une zone pavillonnaire, seule la maison individuelle détachée est autorisée. Par ailleurs, les règles complémentaires réglementant notamment la hauteur et le recul sont de plus en plus sévères à mesure que l'on s'éloigne du centre-ville.
Les plans de zonages ne concernent que la construction, pas l'usage préexistant. Un bâtiment ne peut être détruit en application d'un zonage ; en revanche, sa rénovation ou son extension peuvent être entravées par ces dispositions.

## Conséquences

### Banqueroute des collectivités
Jusqu'à la fin du XIXe siècle, l'immense majorité des réseaux desservant la population américaine est le fait d'entreprises privées. Or celles-ci sont plutôt réticentes à desservir les banlieues lointaines, moins denses et donc plus chères et moins rentables à équiper. Ce manque est particulièrement criant en ce qui concerne le réseau des égouts. À partir du tournant du XXe siècle, les municipalités prennent le relais en équipant les zones d'habitation à leurs frais. Le paradigme de l'équipement change alors du tout au tout : une zone que le prestataire privé rechignait à desservir est automatiquement équipée par les pouvoirs publics. Mais le zonage monofonctionnel, assorti d'un très fort syndrome Nimby, empêche les autorités de construire des formes d'habitat plus rentables et moins chères, ou même des zones d'activités rapportant plus de taxes et moins coûteuses à équiper. En réalité, les banlieues américaines présentent une très forte tendance au « downzoning », c'est-à-dire à l'arrêt de toute évolution urbaine dès lors que le quartier est — même partiellement — construit. En outre, ce phénomène se double d'un fort individualisme économique : les investisseurs ne se soucient de la ville où ils possèdent un bien que durant cette possession. Cela aboutit très souvent à la création de nouvelles surfaces, notamment commerciales, dont les coûts d'implantation sont couverts par les recettes fiscales durant une ou deux décennies. Puis les coûts d'entretien font leur apparition, et ne sont pas assumés par les investisseurs, qui préfèrent fermer purement et simplement leur établissement, dont les coûts pèsent sur les finances locales sans recettes correspondantes.
Le problème majeur est que, à population égale desservie et à revenus fiscaux équivalents, un réseau desservant un quartier monofonctionnel d'habitation en maison individuelle est beaucoup plus onéreux à équiper qu'un quartier densément peuplé. Les villes américaines étant excessivement étalées, ces coûts deviennent exorbitants. Un exemple flagrant de cette disproportion est la ville de Lafayette, dont l'estimation des coûts de renouvellement des infrastructures à chaque génération est de 32 milliards de dollars ; les taxes générées ne permettent d'envisager au maximum qu'un revenu de 16 milliards de dollars, ce qui condamne à long terme la ville à ne plus pouvoir entretenir ses réseaux.

### Ségrégation sociale
Alors que les politiques de zonage définissent des zones où doivent être cantonnées les activités susceptibles d'être sources de nuisances et en particulier l'industrie, les classes les plus populaires n'ont pas les moyens d'emprunter quotidiennement les transports en commun ni a fortiori d'acheter une automobile : ils sont donc cantonnés aux zones d'habitat accessibles à pieds depuis les usines.
Douglas Massey réalise une étude dans laquelle il découvre que le zonage imposant une faible densité accroît la ségrégation entre riches et pauvres. D'autre part, le financement des réseaux par les taxes est une subvention à l'étalement, payée par les habitants des zones les plus denses, c'est-à-dire les habitants les plus pauvres, aux habitants des banlieues, c'est-à-dire les plus aisés.

### Ségrégation fonctionnelle
La plus grande partie des agglomérations américaines étant couvertes par la zone « A-1 », c'est-à-dire où n'est autorisée que la maison individuelle, toute autre forme de logement, même des maisons accolées, est proscrite. En résulte également la création de tours de logement en centre-ville : du fait de la cherté du foncier et du gouffre financier que représente l'aménagement des zones pavillonnaires, les entrepreneurs choisissent de construire de très hautes tours de logement dès lors que le zonage est moins strict. Cela conduit au manque de l'échelon intermédiaire, appelé en Amérique du Nord « missing middle housing »,,.

Formes urbaines résultant du zonage américain
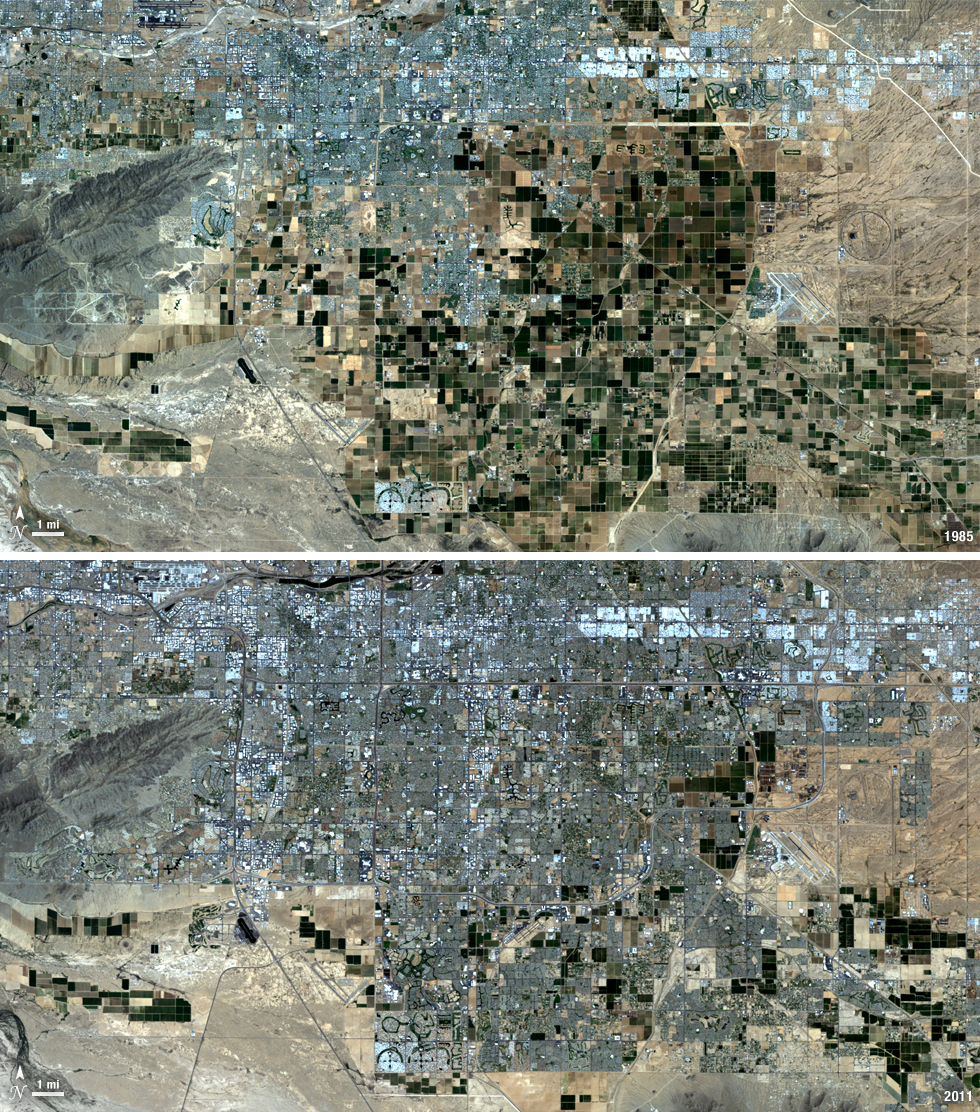
Deux photographies de Chandler, en banlieue de Phoenix, prises par le satellite Landsat 5 en 1985 et 2011 et montrant l'étalement urbain de la ville au détriment de l'espace agricole.
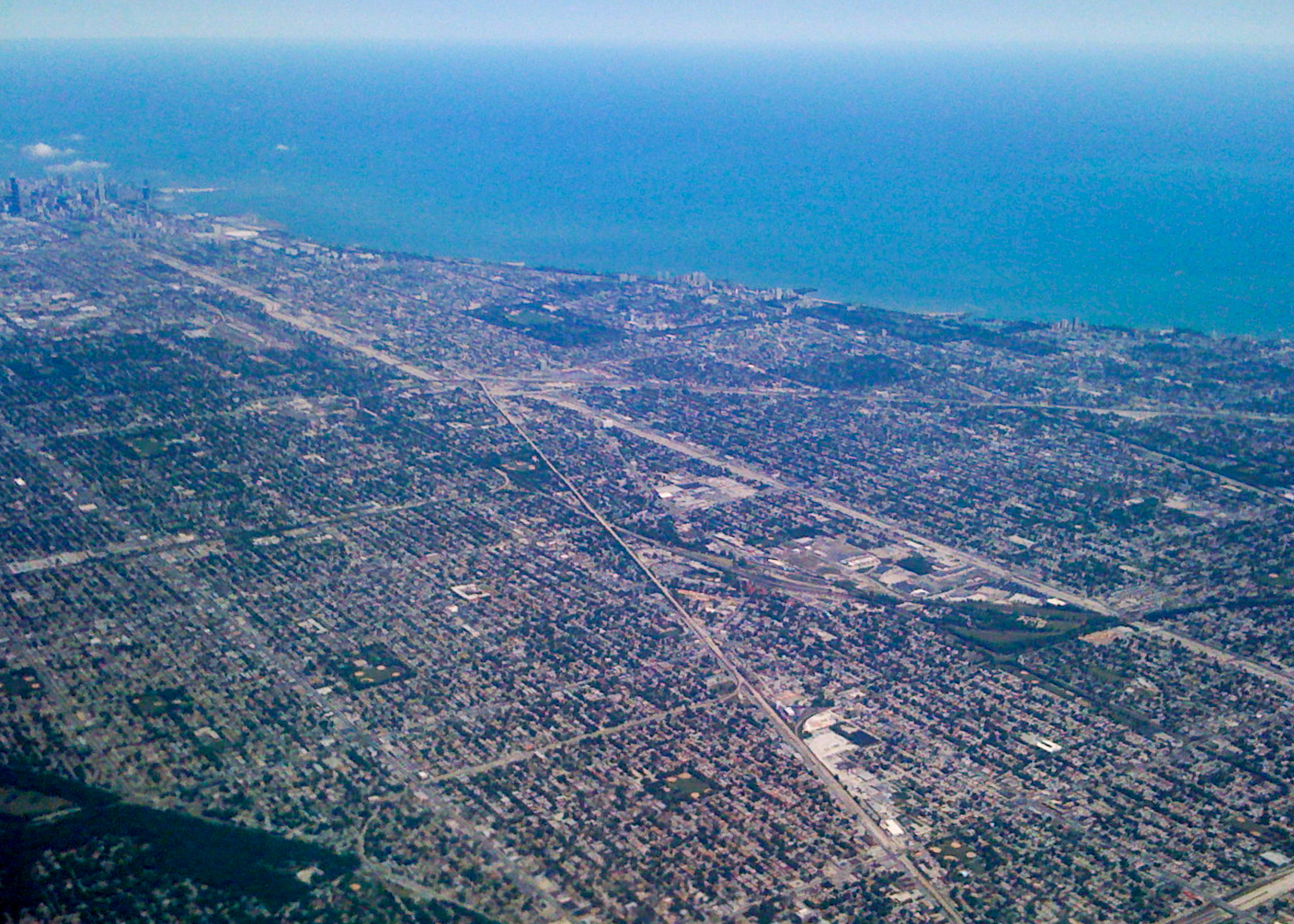
La banlieue de Chicago en 2008.
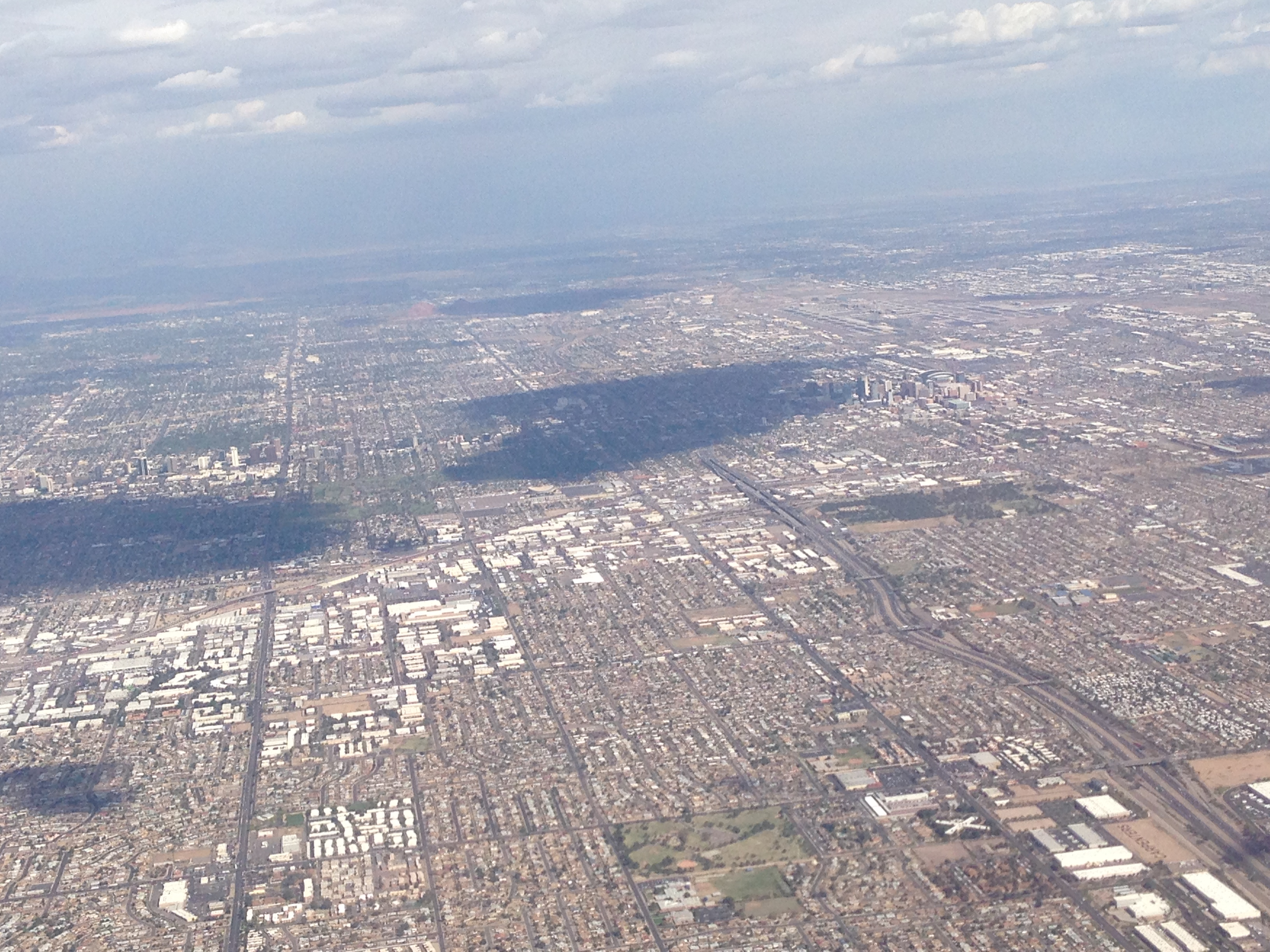
Le zonage de l'agglomération de Phoenix vu du ciel.
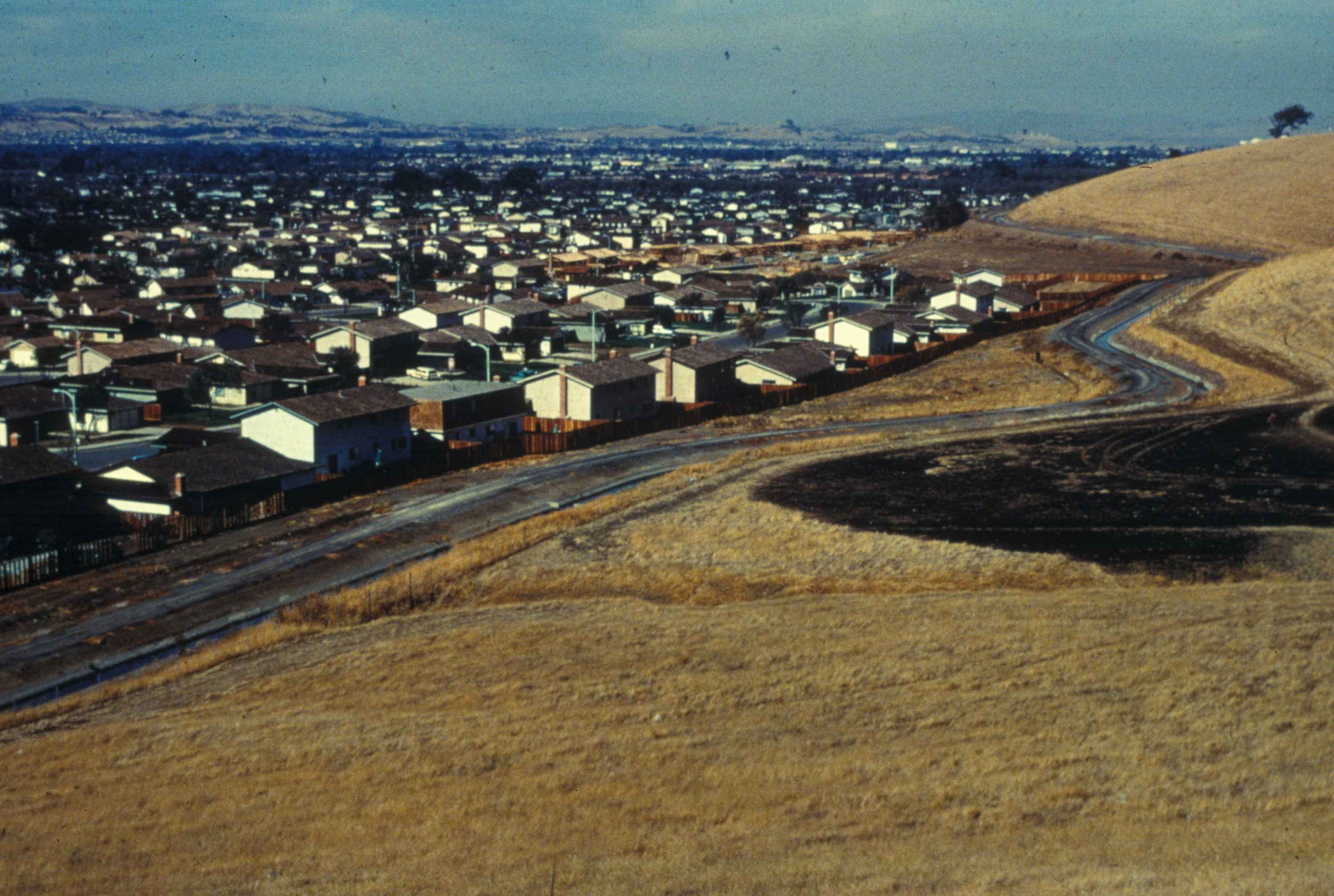
L'étalement urbain en Alaska dans les années 1960.

### Ségrégation raciale
Jusqu'en 1948 et leur suppression formelle par la Cour suprême, les clauses restrictives raciales sont mises en œuvre par les propriétaires américains blancs, afin d'explicitement interdire dans certains quartiers la vente ou même la location de maisons aux personnes non-blanches ; la politique réciproque est mise également en place afin d'afficher une égalité de traitement. Ces restrictions juridiques sont confortées par des politiques d'entente entre propriétaires et agents immobiliers, voire de terrorisme pur et simple envers les propriétaires noirs. Ainsi, entre juillet 1917 et juillet 1919, vingt-six bombes explosent dans des maisons de propriétaires noirs rien qu'à Chicago. Mais ces procédés particulièrement directs se raréfient au cours de la première moitié du XXe siècle. Les propriétaires blancs se tournent alors vers des outils plus formels d'exclusion et de contrôle des quartiers, et en particulier le zonage,.
De nombreux quartiers d'habitation de Chicago, abritant des populations essentiellement noires et asiatiques, sont ainsi catégorisés en 1922 comme « quartiers industriels », impliquant non seulement une plus forte densité de logements mais surtout la présence possible d'activités industrielles produisant de fortes nuisances. 

### Perte de productivité
Les principes de zonage contraignent fortement l'offre de logement en restreignant les possibilités de mixité sociale. Dans les villes où la croissance démographique est forte et où la productivité s'est beaucoup accrue, cette absence de mixité affecte significativement la croissance globale entre 1964 et 2009. De fait, à New York, San Francisco et San José, les gains de productivité globale des facteurs, les plus importants des États-Unis entre 1964 et 2009, ne s'y sont pas traduits par une croissance de l'emploi mais par une forte croissance des prix immobiliers. En conséquence, les États-Unis ont perdu 36 % de croissance entre quarante-cinq ans. Les personnes travaillant dans les métiers de première nécessité (en), en particulier, étant payées moins que la moyenne des travailleurs locaux, doivent consacrer la moitié de leurs revenus à leur logement, faute d'un marché pouvant répondre à leurs attentes.
Par ailleurs, la construction est devenue extrêmement compliquée d'un point de vue juridique. Dans certains endroits, tout projet nouveau se voit opposer un veto de la part d'un riverain. Ainsi, un particulier ayant développé chez lui une activité de réparation automobile est attaqué en municipalité par ses voisins.

### Dépendance à l'automobile
La densité des quartiers d'habitation monofonctionnels est très faible, ce qui s'explique non seulement par la nécessité de ne construire que des maisons individuelles non jointives, mais encore par les règles de recul, les exigences minimales de stationnement et la taille minimale de chaque parcelle. Ainsi, dans le district de Columbia, la banlieue résidentielle représente 80 % du nombre de bâtiments, mais seulement 30 % des habitants. Cela représente une densité de mille à mille deux cents logements par mile carré — soit 400 à 480 maisons par kilomètre carré environ — alors que la moyenne du district est de 8 800 logements par mile carré.
Plusieurs articles analysent la dépendance automobile américaine et ses impacts sur l'aménagement, notamment la création de stroads, comme une conséquence directe du zonage règlementaire urbain,.

L'inscription de la dépendance automobile dans l'espace américain
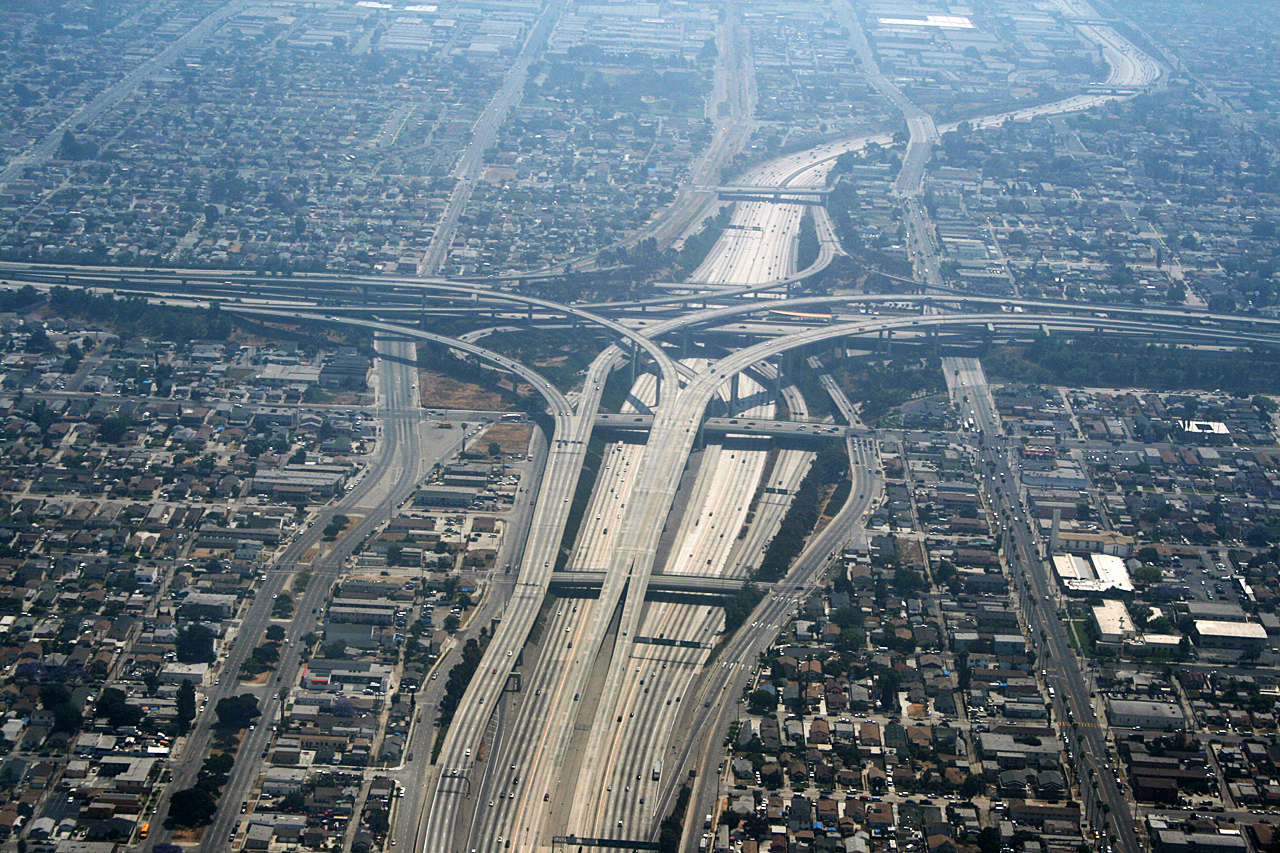
L'échangeur entre l'I-110 et l'I-105 au cœur de la banlieue résidentielle de Los Angeles.
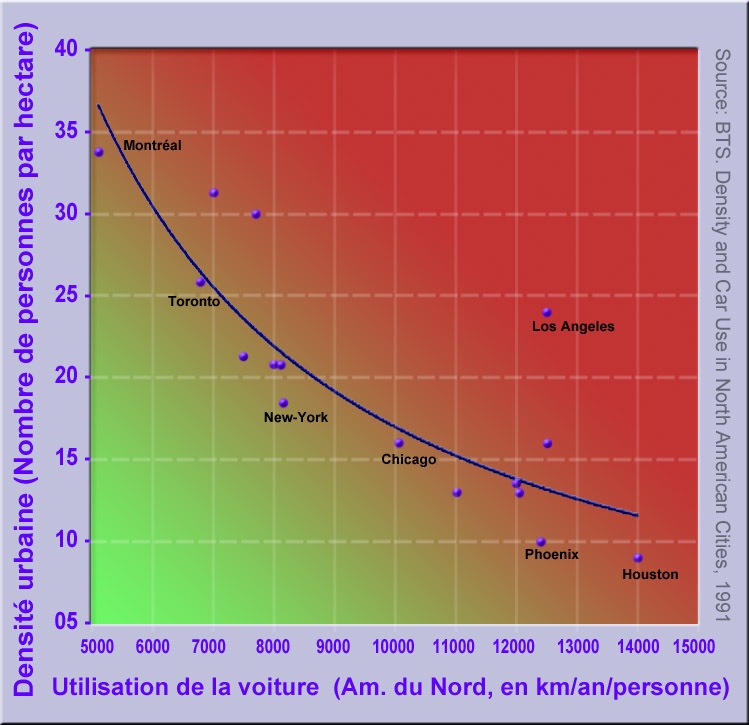
Relation mathématique entre la densité des agglomérations et l'usage de la voiture.
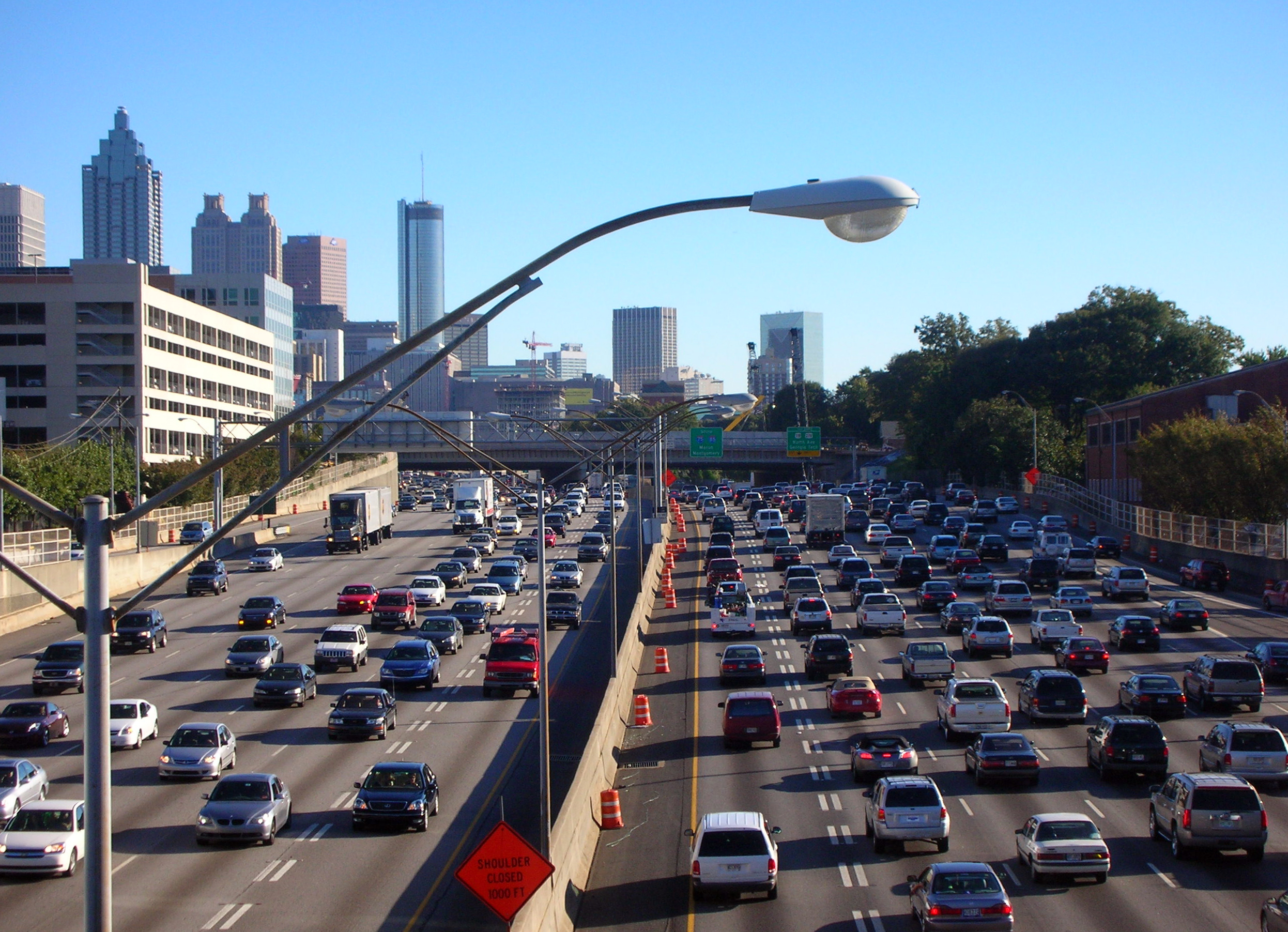
Les embouteillages sur la section commune aux interstate I-75 et I-85 à Atlanta.
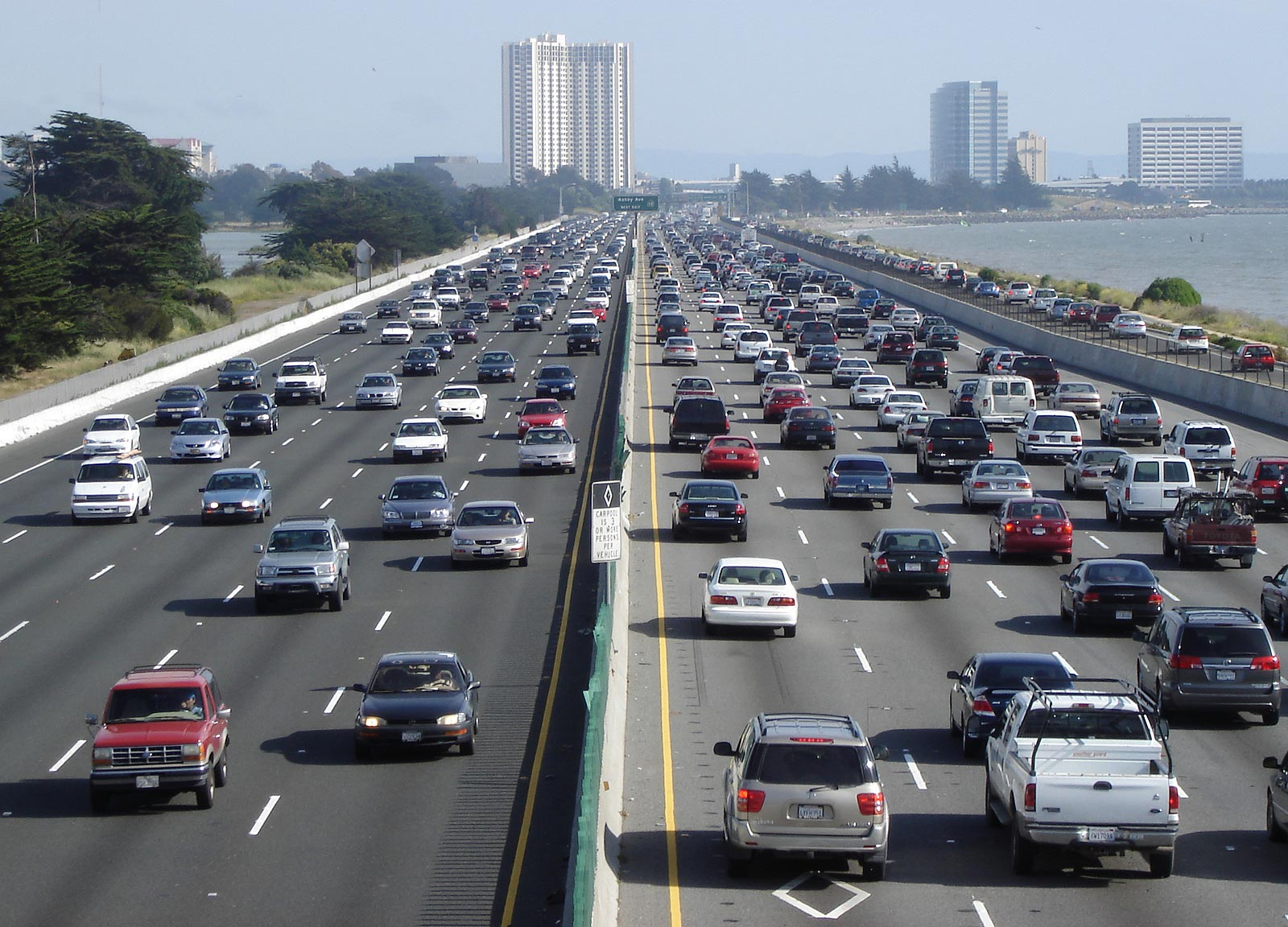
Fort trafic sur l'autoroute I-80 à Berkeley le long de la Baie de San Francisco.

## Réforme envisagée
Depuis les milieu des années 2000, plusieurs municipalités prennent conscience de l'impossibilité de développer des transports en commun dans des banlieues aussi peu denses, et tentent d'y remédier en réformant leurs plans de zonages. C'est notamment le cas des municipalités de la banlieue nord de New York, telles que Yonkers, New Rochelle ou White Plains, qui autorisent un accroissement de densité à proximité des stations de transports en commun.
À partir de la Crise des subprimes, le gouvernement des États-Unis prend conscience des problèmes induits par le zonage et cherche des solutions permettant de revenir sur les dérives de ce système ; les trois administrations Obama, Trump et Biden promettent de réformer le zonage et les médias nationaux dénoncent la dérive du système. Certains suggèrent que le bénéfice d'une suppression du zonage pourrait avoir des effets encore plus importants que le Plan de sauvetage américain de 2021,.